# Caipirinha
Caipirinha (portugalska izgovorjava: [kajpiˈɾĩj̃ɐ]) je brazilski koktajl, izvira iz São Paula. Narejen je iz cachaçae, sladkorja in limete. Cachaça, poznana tudi kot pinga,caninha, ali eno izmed mnogih tradicionalnih imen, je najbolj znana brazilska žgana pijača. Koktejl je pripravljen tako, da sta najprej zmešana sadje in sladkor, nato pa dodano še žganje in led. Navadno je pripravljen v kozarcu ali večjem vrču, iz katerega se ga naliva v posamezne kozarce. Postrežemo ga z ledom.
Caipirinha, znana in uživana tako doma kot mednarodno, je ena najbolj znanih sestavin brazilske kuhinje, saj je najbolj priljubljen nacionalni recept po vsem svetu in pogosto velja za najboljšo pijačo v državi ter enega najboljših koktajlov/pijač v na svetu, saj je leta 2024 dosegel tretje mesto po podatkih specializiranega spletnega mesta TasteAtlas.
Zaradi svoje pomembnosti in priljubljenosti je bila caipirinha leta 2003 razglašena za brazilsko kulturno dediščino; leta 2019 je bila obravnavana kot nematerialna dediščina Ria de Janeira, kljub temu, da izvira iz São Paula. Je del seznama uradnih koktajlov Mednarodnega združenja barmanov (IBA).

## Zgodovina
Čeprav je dandanes znano, da naj ne bi zares vedeli iz koder pravzaprav izvira Caipirinha, večina ljudi verjame, da njegova zgodovina sega nekje v leto 1918, v državo São Paulo. Prvotno pripravljen koktejl z limeto, medom in česnom, naj bi bil namenjem bolnikom španske gripe, še danes pa se ga množično uporablja kot zdravilo prehlada. S časom so koktejlu nehali dodajati med in česen ter namesto njiju uporabili nekaj žličk sladkorja, da bi se izognili kislosti limete. Na koncu, so začeli dodajati še led, namenjen olajšanju pekočega občutka v grlu.
Caipirinha je najmočnejši nacionalni koktejl v Braziliji. Prodaja se ga v skoraj vseh barih, kavarnah, znajde pa se tudi v marsikaterem domu po državi.
Včasih praktično nepoznana pijača zunaj države, se je v zadnjih letih razširila tudi v mnoge druge države, njena popularnost pa drastično narašča.

## Različice
Čeprav brazilska zakonodaja (odlok 6.871 na podlagi Normative Ruling 55, z dne 31. oktobra 2008) in Mednarodno združenje barmanov (IBA) dovoljujeta uporabo imena caipirinha za različico samo z limeto, se izraz pogosto uporablja za opis katere koli pijače cachaça in sadnega soka z imenom sadja (npr. caipirinha s pasijonko, caipirinha s kivijem ali caipirinha z jagodami).
Caipifruta je zelo priljubljena pijača caipirinha v Braziliji, sestavljena iz cachaçe, zdrobljenega svežega sadja (posameznega ali v kombinaciji) in zdrobljenega ledu. Najbolj priljubljeno sveže sadje, ki se uporablja za ustvarjanje caipifruta, so mandarina, limeta, kivi, pasijonka, ananas, limona, grozdje, mango, cajá (sadež Spondias mombin) in caju (sadež indijskih oreščkov).

### V svetu
Zaradi velike priljubljenosti po vsem svetu je znanih nešteto različic te pijače. V nekaterih regijah namesto rafiniranega sladkorja uporabljajo rjavi sladkor. Tudi v Braziliji se najdejo različice z umetnimi sladili ali najrazličnejšim sadjem. Poleg tega se cachaça včasih nadomesti z vodko (caipiroska, blagovna znamka, registrirana pri Smirnoffu), Licor Beirão (znan kot caipirão), rum (caipiríssima, blagovna znamka, registrirana pri Bacardiju), izdelujejo se tudi sake Caipirinhas (saquerinha) ali vino (caipivinho). Na Zelenortskih otokih caipirinho pripravljajo tudi z grogom, močnim lokalnim rumom.